# San José de Flores
San José de Flores es el nombre del curato creado en 1806 en las afueras de la ciudad de Buenos Aires, devenido en partido de la Provincia de Buenos Aires que fue incorporado en 1888 a la Capital Federal, actual Ciudad Autónoma de Buenos Aires, y cuyo territorio abarcaba el de los barrios del oeste porteño.

## Orígenes
El barrio de Flores no tiene acta de nacimiento; surgió como un pueblo luego de la parcelación de la chacra de Juan Diego Flores, quien la había adquirido en 1776. Esta finca, que tenía 500 varas (433 m) de frente al Riachuelo por una legua (5.196 m) de fondo, se extendía desde el actual Cementerio de Flores hasta la avenida Álvarez Jonte, pasando por lo que hoy es el centro del barrio. 
Después de la muerte de Juan Diego Flores, acaecida en 1801, su hijo Ramón Francisco Flores y el apoderado de la familia, Antonio Millán, planificaron el futuro pueblo e iniciaron la venta de parcelas a ambos lados del Camino Real, hoy la Avenida Rivadavia. En aquellos tiempos era costumbre generalizada identificar parajes, caminos y accidentes geográficos con el nombre del propietario de las tierras. Fue natural, entonces, que el pueblo que se estaba formando tomara el nombre de Flores.

## Creación del curato
En 1803 el nuevo obispo de Buenos Aires, Benito Lué y Riega, había iniciado un largo recorrido pastoral con el propósito de ponerse al tanto de las necesidades de su feligresía. Fue así, entonces, que decidió tomar parte de los territorios de los curatos de La Piedad, Montserrat, San Isidro y Morón para erigir uno nuevo. Para ello, la familia Flores donó una manzana para levantar el edificio de la iglesia parroquial, otra para plaza –camino principal de por medio– y una tercera para instalar los mataderos públicos del pueblo.
Tres años después, el expediente fue elevado al virrey Rafael de Sobremonte, y el 31 de mayo de 1806 se erigió formalmente el nuevo curato que se denominó de San José de Flores. De ahí que el 31 de mayo sea considerado como “Día del barrio de Flores”. Debieron pasar casi dos siglos para que, a instancias de la Junta de Estudios Históricos de San José de Flores y mediante un proyecto presentado por el diputado Felipe Figuerero, esta fecha fuera oficializada por la Legislatura porteña con la sanción de la Ley N° 408/00.
La primitiva iglesia fue construida a fines de 1806 sobre la actual calle Rivera Indarte entre Rivadavia y Coronel Ramón L. Falcón. No fue más que una capilla de barro y paja que las inclemencias del tiempo destruían constantemente. A un costado estaba el camposanto. Desde allí, la jurisdicción de la nueva parroquia se extendía por 5 km hacia el este, 8 al oeste, 9 norte y 5 al sur.

## Nuevo partido provincial
Al igual que para el pueblo de San José de Flores, tampoco existe constancia de la creación del partido homónimo. Según parece, surgió implícito en el auto de erección de la nueva jurisdicción eclesiástica y sus límites fueron casi los mismos que los de la parroquia. Finalmente, su existencia quedó oficializada en el Acuerdo del Cabildo del 1 de diciembre de 1810 cuando se designaron los Alcaldes de Hermandad para el año siguiente. Allí se lo denominó confusamente como “Partido de Flores o Morón”, eligiéndose a Antonio Millán como primer alcalde.
Ilustres figuras históricas tuvieron propiedades y moraron en Flores. Juan José Paso –uno de los primeros en comprar tierras–, Ambrosio Mitre (padre de Bartolomé Mitre), el general José Rondeau, el coronel Cornelio Zelaya, el marino José Murature y el coronel Pedro Rosas y Belgrano. El vicepresidente Marcos Paz y el doctor Pedro Goyena vivieron y fallecieron en Flores.
Los límites del partido eran: el Riachuelo (con meandros en esa época), y las actuales avenidas Sáenz, Boedo, Venezuela, Castro Barros, Medrano, Lavalle, Córdoba, Uriarte, Niceto Vega, arroyo Maldonado (aproximadamente la traza de Juan B. Justo), Warnes, del Campo (incluyendo su proyección dentro del Cementerio de la Chacarita), Chorroarín, Constituyentes, Francisco Beiró, Lope de Vega, Marcelo T. de Alvear, República, Díaz Vélez y General Paz.

## Iglesias y cementerios
El 19 de febrero de 1810 comenzaron a realizarse los cimientos de la nueva iglesia de San José de Flores, en una extensión aproximada de “8,5 varas de frente por 20 de fondo”, pero, el 12 de mayo de 1810 los trabajos tuvieron que suspenderse nuevamente por falta de fondos.
Casi un año después, el 18 de febrero de 1811 recomenzaron las obras, quedando nuevamente suspendidas el 10 de mayo de ese mismo año. No lográndose darles término, el presbítero García se vio obligado a establecer la iglesia en uno de los corredores contiguos al edificio en construcción, y durante dos décadas se mantuvo en ese lugar. 
Los padres Manuel José de Warnes, José Ignacio Grela y Nicolás Herrera llegaron a la parroquia en 1824. Para entonces la capilla resultaba pequeña y los vecinos del pueblo quedaban fuera sufriendo los rigores del sol o las inclemencias del frío, no obstante las cuatro misas del domingo. 
En febrero de 1830, sucedió al padre Herrera el doctor Martín Boneo, amigo personal de Juan Manuel de Rosas. El padre Boneo no dudó en contactar con los referentes de las clases acomodadas de la época para recaudar el dinero suficiente para terminar el templo. Nombró como síndicos de la obra a los terratenientes Juan Nepomuceno Terrero y Luis Dorrego y poco después obtuvo algo más importante: la solidaridad del gobernador Juan Manuel de Rosas, a quien nombró padrino del templo y quien jugó un papel decisivo para su concreción.
El afamado ingeniero Felipe Senillosa, autor de los planos, tomó con agrado la dirección de la obra en forma totalmente gratuita. La iglesia se inauguró el 11 de diciembre de 1831 con grandes festejos populares que se prolongaron durante toda la semana. Lo consagró el obispo Medrano y Cabrera con la presencia del gobernador de Buenos Aires y ofreció la primera misa el doctor José María Terrero, aunque todavía faltaba terminar el pórtico y la segunda torre, que se concluyeron en 1833. De aquella priemar iglesia quedan pocos testimonios, entre ellos unos grabados de Charles Henri Pellegrini.
En abril de 1878 se hizo cargo de la parroquia el padre Feliciano de Vita, quien encaró la construcción de un nuevo templo para reemplazar el edificado por Senillosa, ya que por un lado su capacidad no alcanzaba para albergar a toda la gente y además estaba fuera de tono con las grandes residencias que ya se habían construido en los alrededores por parte de las familias acaudaladas de la zona. Estas mismas volvieron a colaborar con generosos aportes al proyecto. 
Así el 4 de mayo de 1879 se colocó la piedra fundamental del nuevo templo. En lo que es hoy un enclave fundamental del barrio, frente a la plaza Pueyrredón y franqueada por tres pasajes (Salala, Espejo y Pescadores).
El 18 de febrero de 1883, después de 3 años y 9 meses de trabajo, la actual iglesia de San José de Flores fue inaugurada y bendecida por Monseñor León Federico Aneiros, en medio de una gran celebración popular. Los padrinos del templo fueron el señor gobernador Dardo Rocha y la señora Felisa Dorrego de Miró.
En 1911 se concedió a la iglesia de Flores todas las indulgencias y privilegios de la Basílica de San Pedro en Roma, a la que fue agregada, y al año siguiente fue elevada a la categoría de Basílica Menor por el papa Pío X.
El 1 de julio de 1916 la Basílica fue consagrada al Sagrado Corazón de Jesús. En el año del 150° aniversario, el 28 de octubre de 1956, en medio de grandes festejos, la hermosa imagen de San José que preside el altar mayor del templo, recibió la coronación pontificia, por especial distinción del papa Pío XII, siendo párroco Monseñor David Auletta, inaugurándose al mismo tiempo el Camarín de San José y el Bautisterio.

## Hechos políticos y militares
Recién creado el nuevo partido provincial de San José de Flores, el incipiente pueblo cabecera comenzaría a ser considerado un lugar adecuado para el descanso de los viajeros que salían de la ciudad o entraban a ella. 
El general Manuel Belgrano anotó en su cuaderno de viaje, cuando pasó por Flores con su ejército rumbo a Rosario, que la localidad podía servir para situar una gran guardia para observación de ese tránsito de personas.
Los incidentes derivados de la antinomia entre unitarios y federales fueron parte de la vida cotidiana de Flores, aunque mayormente la población se inclinaba por los federales. No fue raro, entonces, que Juan Manuel de Rosas visitara asiduamente estas tierras y se interesara vivamente por su progreso. Ya dijimos que el segundo templo de San José de Flores se debió a los auspicios del Restaurador; y así lo señalaba una leyenda inscripta en su frontispicio. En Flores tenía su quinta Juan Nepomuceno Terrero, su socio y amigo.
Se pueden mencionar gran número de hechos militares y de la vida institucional del país acaecidos en el partido de San José de Flores. Por dar algunos ejemplos: el sitio de Buenos Aires por el coronel Hilario Lagos en 1852, oportunidad en que sus tropas acamparon en la plaza del pueblo y el cuartel general fue instalado en la residencia situada en la esquina noreste de las actuales General José G. Artigas y Yerbal; la jura y promulgación de la Constitución Nacional por Justo José de Urquiza el 25 de mayo de 1853 en el Palacio Unzué (Rivadavia entre Carabobo y Pumacahua); el Tratado de Libre Navegación de los Ríos Paraná y Uruguay, también firmado por Urquiza en el Palacio Unzué el 10 de julio de 1853 y el  Pacto de San José de Flores firmado el 11 de noviembre de 1859 en la casona de la familia Terrero, que se situaba en la hoy avenida Rivadavia y Boyacá, frente a la residencia de los Unzué antes mencionada.

## Llegan los transportes públicos y las mansiones
A partir de mediados del siglo XIX el partido de San José de Flores progresaba con la formación de diversos núcleos urbanos donde florecían nuevas edificaciones –muchas de ellas modestas, algunas suntuosas– y la población estable crecía sostenidamente.
Al amparo del Ferrocarril del Oeste (hoy Línea Sarmiento), que había sido inaugurado el 29 de agosto de 1857 entre la estación del Parque (que se situaba en el solar que actualmente ocupa el Teatro Colón) y La Floresta, muy pronto fueron levantándose hermosas casaquintas construidas por encargo de acaudaladas familias de Buenos Aires que las ocupaban durante unos pocos meses al año, principalmente los fines de semana y en el verano. Con ello se alejaban de la ciudad y descansaban lejos del mundanal ruido. En numerosas ocasiones invitaban a sus más estrechas amistades a compartir fastuosas reuniones que realizaban en los amplios y lujosos salones de esas residencias.
Paralelamente, la población de escasos recursos seguía habitando los conventillos situados al sur de la actual Plaza de Mayo y el acceso a una parcela de tierra en los barrios estaba restringido al núcleo de los que disponían grandes sumas de dinero. A medida que Buenos Aires crecía y se expandía hacia los suburbios siguiendo las vías del ferrocarril, las líneas de tranvías también comenzaron a extenderse comenzando a unir las zonas rurales con el centro comercial y fabril del puerto. La primera línea tranviaria que llegó a Flores se debió a la iniciativa de Mariano Billinghurst y su hijo Lisandro, quienes obtuvieron la concesión de un servicio de tracción a sangre por la avenida Rivadavia partiendo de las inmediaciones de la Plaza de Mayo. Este primer tranvía interurbano del país fue inaugurado el 1 de noviembre de 1871 con la presencia del Presidente de la Nación, Domingo F. Sarmiento. La primera línea de tracción eléctrica fue puesta en servicio en diciembre de 1897 por la empresa La Capital.
Un servicio de ómnibus a caballo había sido iniciado en septiembre de 1880 por la empresa Lacroze Hnos. y Cía. Corría entre San José de Flores y Almagro utilizando unos carruajes a la rusa llamados "hormigas", de cuatro ruedas, descubiertos y tirados por cuatro equinos.

## Incorporación a la Capital y urbanización definitiva
Luego de la federalización de la ciudad de Buenos Aires en 1880, los partidos de San José de Flores y Belgrano fueron cedidos por la provincia de Buenos Aires para ensanchar la Capital Federal. La incorporación de estos partidos se concretó siete años después. De este modo, la antigua Municipalidad local situada en Constitución (hoy Fray Cayetano Rodríguez) 65 se convirtió en Subintendencia de Flores. Luego vinieron la pavimentación de avenidas y calles, el alumbrado eléctrico (primero por vía de ensayo en 1895 y luego definitivamente en 1911), las aguas corrientes (1902), los hospitales Álvarez (1901) y Piñero (1917) y los barrios Varela y Bonorino de casitas baratas (1922). De este modo, Flores fue tomando su fisonomía de barrio capitalino.
Con el tiempo, las líneas de tranvías se fueron multiplicando y las comunicaciones entre el barrio y el centro se tornaron mucho más sencillas. Aquellas grandes mansiones, entonces, perdieron su razón de ser y fueron demolidas para dar paso al fraccionamiento de la tierra en lotes de 10 varas (8,66 metros) de frente. Así, en Flores se fue generalizando el afincamiento de obreros especializados, empleados jerarquizados, pequeños comerciantes y profesionales que construyeron sus casas y negocios. La plaza Pueyrredón (primero denominada 14 de julio y luego San José) fue el centro de grandes festejos patrios, retretas y ferias benéficas. Los comercios proliferaron, las salas cinematográficas congregaron multitudes y los circos visitaron sus cada vez más escasos baldíos. Los cafés y bares se tornaron en puntos de encuentro de la bohemia local y florecieron los cenáculos literarios y tangueros, mientras las confiterías atraían señoras y señoritas para el té de las cinco. En fin; Flores hervía en todos su rincones y comenzó a escribir su historia más reciente.

## El Bajo Flores
También llegó el momento para los más humildes trabajadores que sólo tuvieron acceso a terrenos en las zonas menos favorables del Bajo Flores. Al sur de la avenida cuyo nombre actual es Eva Perón, hacia fines de la década de 1920 y principios de la siguiente se fue extendiendo el tejido urbano sobre tierras prácticamente inaptas para todo asentamiento humano. Pero estos sacrificados obreros rellenaron bajíos, domaron la antigua “barranca alta del Riachuelo” y construyeron la casita propia. Día a día y ladrillo a ladrillo, con sus familias y la solidaria ayuda que mutuamente se brindaban, esta aguerrida pléyade de pioneros urbanos levantaron sus hogares donde nadie se había atrevido. Hoy, el Bajo Flores se encuentra integrado al resto del barrio, con numerosas líneas de colectivos y el subte en la estación Plaza de Los Virreyes desde 1986. También en este populoso barrio se encuentra la Ciudad Deportiva y el estadio del Club Atlético San Lorenzo de Almagro, una de la instituciones deportivas más grandes de la República Argentina.

## Área de protección histórica San José de Flores
En 1998 se declara por ley el Área de Protección Histórica APH 15, Exp. N.º 5604-D-98 por la Legislatura del Gobierno de la Ciudad de Buenos Aires, al área central y al lindero a las vías del ferrocarril y las construcciones históricas significativas. El proyecto fue investigado, elaborado, propuesto y redactado en la Legislatura GCBA por el Estudio de Arq. Alicia Aletti, Laura Pérez Arizmendi y Capria. Legisladora Lilia Saralegui. Colaboraron en la investigación la Junta de Estudios Históricos del Barrio San José de Flores y el historiador Arnaldo Cunietti Ferrando. Asimismo se elaboraron proyectos de declaración (Exp. 2523-D-99) para la salvaguarda de los inmuebles hasta su restauración definitiva; y el Exp. 6847-D-98 para hacer efectiva la transferencia de bienes a favor del GCBA, de 30 predios afectados a la traza del ferrocarril Sarmiento, para uso público del Corredor Histórico.

### Listado de inmuebles y sitios del APH 15
1. Casa Antonio Millán - Avda. Juan Bautista Alberdi 2476 - (demolido después de la aprobación APH).
2. Entorno y Plaza Pueyrredón.
3. Basílica San José de Flores. Pescadores.
4. Banco Nación - Avda. Rivadavia 7000.
5. Ex Banco Español - Avda. Rivadavia 6902.
6. Edificio Propiedad Horizontal Rivera Indarte 53.
7. Galería San José de Flores - Avda. Rivadavia 6834.
8. Casa Piana - Membrillar 68 (demolida después de la aprobación APH).
9. Escuela Florencio Varela - Caracas 10.
10. Escuela Leandro N. Alem - Fray Cayetano Rodríguez 85.
11. Escuela Museo Justo José de Urquiza - Yerbal 2370.
12. Estación de Ferrocarril - Año 1880.
13. Escuela Fernando Fader - Pasaje La Porteña 36.
14. Casa Antonia - Terrada 212.
15. Casa Chorizo - Terrada 203 y 227.
16. Casa Rodríguez - Bacacay 2772.
17. Casa Escalada - Condarco 206.
18. Pasaje Marcoartú - Bolivia 202-220-224 y vías.
19. Vivienda Colectiva - Bacacay 2570 (Arqs./Ing. Sánchez, Lagos, y de la Torre).
20. Monumento Histórico Casa Marcó del Pont, año 1872 - General José G. de Artigas 206 (restauración y puesta en valor año 2007).
21. Casa Agustín Magaldi – Grl. José G. de Artigas 200.
22. Casa Blanco - General José G. de Artigas 225.
23. Casa Alejandro Rosa - Fray Cayetano Rodríguez 207.
24. Casa Fernández Ramos - Caracas 218.
25. Mansión de Flores, año 1921- Yerbal 2217 al 2291 (Arq. Fermín Bereterbide - viviendas sociales en propiedad horizontal).
26. Casa actual Aguas Argentinas - Bacacay 2100.
27. Hogar Mercedes Dorrego - Bacacay 2000.
28. Viviendas Chacón - Fray Luis Beltrán 165 - Bacacay 1934 - Avda. Boyacá 146.
29. Ex Teatro Flores.
30. Ex Cine Pueyrredón.